# Katō Takaaki
Katō Takaaki (加藤 高明?; Nagoya, 3 gennaio 1860 – Tokyo, 28 gennaio 1926) è stato un politico giapponese. Durante la sua carriera ricoprì numerose cariche tra cui quella di primo ministro dell'impero giapponese dal 1924 al 1926.

## Biografia

### I primi anni
Nato con il nome di Hattori Sokichi, secondogenito di un samurai, all'età di 13 anni venne adottato da Katō Bunhei. Frequentò l'università di Tokyo prendendo la laurea ed iniziando a lavorare per la Mitsubishi, fu mandato quasi subito a Londra e al ritorno nel 1885 fece rapidamente carriera nell'azienda, arrivando a sposare la figlia del presidente Yataro Iwasaki nel 1887.

### Carriera politica
Nel 1887 divenne il segretario del ministro degli esteri Ōkuma Shigenobu, prendendo parte alla revisione dei trattati ineguali e in seguito ha lavorato per conto del ministero delle finanze.
Dal 1894 al 1899 è stato ambasciatore giapponese nel Regno Unito, nel 1900 gli è stato affidato il ministero degli esteri da Itō Hirobumi, tuttavia il suo governo rimase in carica pochi mesi e nel 1901 Katō abbandonò la carica per poi riprenderla nel 1906, anche stavolta rimase in carica per pochi mesi poiché si dimise essendo in contrasto con la nazionalizzazione delle ferrovie e la creazione delle Ferrovie del Governo del Giappone votata dal governo. Tra i due mandati ministeriali fu deputato della Camera dei rappresentanti.
In seguito sarà nominato nuovamente ambasciatore giapponese nel Regno Unito nel 1908 e ministro degli esterni nel 1913 e nel 1914; fu proprio in questa veste che fu uno dei principali politici che portarono il Giappone ad entrare nella prima guerra mondiale.
Dopo aver lasciato la carica ministeriale diventerà un membro della camera alta fino all'11 giugno 1924, quando sarà nominato primo ministro. Il 2 agosto 1925 diede le dimissioni ma il principe Hirohito (reggente per conto dell'Imperatore Yoshihito, mentalmente incapace) lo convinse a restare in carica. Morì di polmonite mentre era ancora in carica il 28 gennaio 1926 all'età di 66 anni.